# توچکووو
توچکووو (به صربی: Tučkovo) یک منطقهٔ مسکونی در صربستان است که در پوژگا واقع شده‌است. توچکووو ۱۷۰ نفر جمعیت دارد.